# 섬락
섬락 또는 플래시오버(flashover)는 밀폐된 공간에서 직접 노출된 가연성 물질의 대부분이 거의 동시에 점화되는 현상이다. 특정 유기 물질은 가열되면 열분해되어 가연성 기체를 방출한다. 섬락은 공간 내 노출된 표면의 대부분이 자연발화온도까지 가열되어 인화성 기체를 방출할 때 발생한다(인화점 문서 참고). 섬락은 일반적으로 일반 가연성 물질의 경우 500 °C (932 °F) 또는 590 °C (1,100 °F)에서 발생하며 바닥 수준의 입사 열 유속은 평방 미터당 20 킬로와트 매 제곱미터 (2.5 hp/ft2)이다.
섬락의 예로는 집안의 가구에 불이 붙는 것이다. 초기 가구에 발생한 화재로 인해 뜨거운 연기가 발생하여 방의 천장 전체로 퍼질 수 있다. 뜨거운 부력 연기층은 방의 벽에 둘러싸여 깊이 커진다. 이 층에서 복사된 열은 실내에 직접 노출된 가연성 물질의 표면을 가열하여 열분해를 통해 가연성 가스를 방출한다. 방출된 기체의 온도가 충분히 높아지면 이러한 가스는 전체 범위에서 발화된다.

## 같이 보기
- 사우디아 항공 163편 화재 사고
- 백드래프트
- 영국 국회의사당 화재
- 킹스크로스 화재
- 우파 철도 참사